# Soncini (cognome)
Soncini è un cognome di lingua italiana.

## Varianti
Soncin, Soncino.

## Origine e diffusione
Il cognome è tipicamente settentrionale.
Potrebbe derivare dal toponimo Soncino. Compare anche in alcune famiglie ebraiche.

## Persone
- Antonio Soncini – allenatore di calcio e calciatore italiano
- Giuseppe Soncini – partigiano e politico italiano
- William Soncini – pittore e scultore italiano